# Eremophila macmillaniana
Eremophila macmillaniana är en flenörtsväxtart som beskrevs av Charles Austin Gardner. Eremophila macmillaniana ingår i släktet Eremophila och familjen flenörtsväxter. Inga underarter finns listade i Catalogue of Life.